# THQ

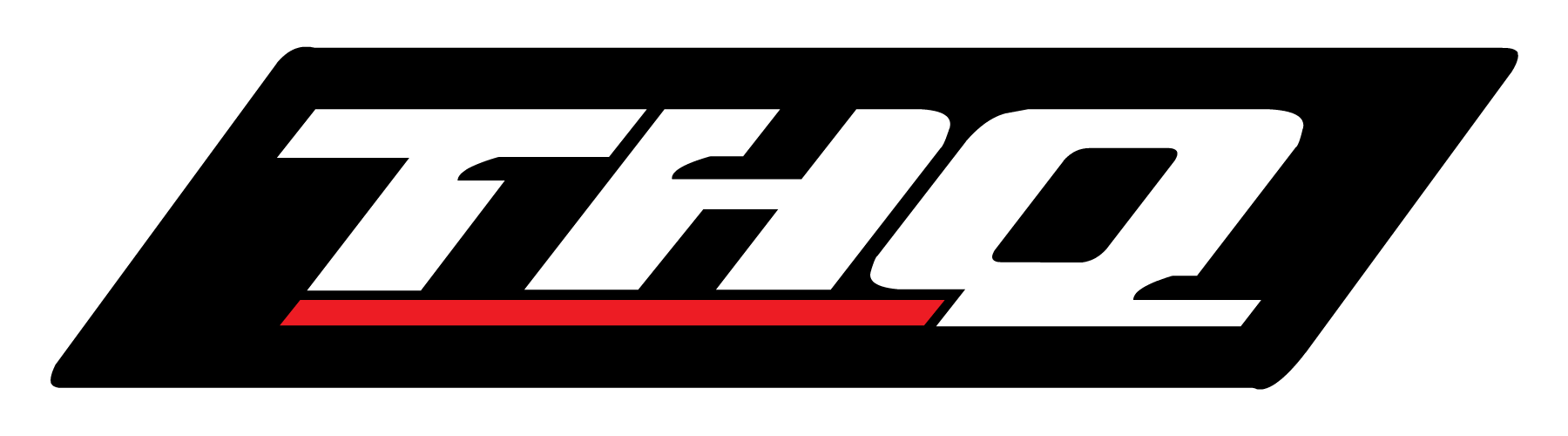
Logo precedente, utilizzato dal 2000 al 2011

THQ Inc. è stata un'azienda statunitense dedita alla pubblicazione e allo sviluppo di videogiochi, fondata nel 1989 a New York e fallita nel 2013; il nome deriva da Toy Head Quarters, un precedente fabbricante di giocattoli.
La società sviluppava prodotti per tutte le principali console, sistemi portatili, come per personal computer e apparecchi wireless. I titoli THQ si estendevano per tutta la gamma dei generi più popolari di videogiochi, inclusi i giochi di azione, avventura, corse, combattimenti e wrestling, sparatutto in prima persona, puzzle, giochi di ruolo, simulazioni, sport e strategia. THQ ha creato, registrato e comprato un significativo gruppo di marchi blasonati in questo campo.
La società ha avuto diversi titoli in sviluppo per le console di ultima generazione e per i personal computer, inclusi Frontlines: Fuel of War, Saints Row, Destroy All Humans!, Company of Heroes e Stuntman. I franchise maggiori includevano le licenze concesse a lungo termine per i maggiori titoli, come le partnership con WWE, Disney•Pixar e Nickelodeon. 
Inoltre, la compagnia deteneva i diritti a lungo termine delle Bratz dalla MGA Entertainment e i diritti completi per lo sfruttamento di Warhammer 40.000 dalla Games Workshop.

## Storia
La società venne fondata nel 1989 come Trinity Acquisition Corporation. 
Nel 1991 assorbì il produttore di giocattoli Toy HeadQuarters che talvolta utilizzava la sigla T*HQ. 
Nel 1994 il nome venne cambiato in THQ e venne abbandonato il settore dei giocattoli, puntando unicamente sui videogiochi.
Nel 2009 la società per contrastare la grave crisi finanziaria ha reso indipendenti gli Incinerator Studios e gli Heavy Iron Studios. La società è in cerca di un acquirente per i Big Huge Games, con questa strategia THQ conta di ridurre i costi di 220 milioni di dollari.
Il 20 dicembre 2012 THQ ha dichiarato bancarotta e ha manifestato la volontà di avvalersi del Chapter 11. THQ ha reso noto che metterà all'asta i propri franchise che potranno essere acquistati dal miglior offerente.
Il 23 gennaio 2013 THQ dichiara il fallimento e chiude definitivamente i battenti, cedendo lo studio Relic Entertainment a SEGA, Volition, Inc  e i franchise Metro e Saints Row a Koch Media, il franchise Homefront a Crytek, Evolve e la licenza WWE a Take Two Interactive e THQ Montreal e South Park a Ubisoft. Uno dei fondatori di Platinum Games, Atsushi Inaba, ha dichiarato di essere interessato all'IP Darksiders, nonostante questo sia stato acquistato da Nordic Games. THQ ha infine confermato di aver venduto le licenze Disney•Pixar e Nickelodeon alla Activision.
Nordic Games, nel 2016, acquisisce il marchio della defunta THQ e rinomina l'azienda in THQ Nordic mantenendo il vecchio logo THQ.

## Studi
THQ ha posseduto diversi studi operanti nel settore dello sviluppo di videogiochi, alcuni con un notevole grado di indipendenza.

### Blue Tongue Entertainment
Fondato nel 1995 e acquistato da THQ nel 2004, Blue Tongue Entertainment Pty. Ltd. si trova a Melbourne. Blue Tongue ha commercializzato titoli di svariato genere, da simulazioni per PC Windows PC a platforms per console. I titoli più recenti di Blue Tongue includono Barnyard per Nintendo Wii, PlayStation2, Nintendo GameCube e Windows PC; e Nicktoons Battle for Volcano Island per PlayStation 2 e GameCube. Lo studio è stato chiuso nell'agosto 2011.

### Concrete Games
Situata a Carlsbad (California), Concrete Games è stata costituita dalla THQ nel 2004 e ha un team in espansione di grandi talenti individuali che portano anni di esperienza nel campo dello sviluppo di videogames allo Studio System THQ. I membri del team hanno contribuito a titoli come Halo e Halo 2, Medal of Honor, ed EverQuest. Concrete Games si sta concentrando su titoli per le console di ultima generazione e titoli originali.

### Cranky Pants Games
Creata dalla THQ nel 2002, Cranky Pants Games mise assieme talenti veterani dell'industria provenienti dalla Electronic Arts, da Nintendo, e da Valve per concentrarsi su design di ultimo grido e plaforms per le ultime generazioni di console. Cranky Pants sviluppò Evil Dead: Regeneration per la PlayStation 2 e l'Xbox, basandosi sul film horror di culto di Sam Raimi. Cranky Pants inoltre creò le versioni per Nintendo GameCube di Red Faction II e Summoner: A Goddess Reborn. Al momento Cranky Pants sta lavorando su nuovi titoli per le ultime generazioni di console. Cranky Pants Games ora è situata presso Seattle.

### Heavy Iron Studios
Heavy Iron Studios fu fondata come uno studio THQ nel 1999. Heavy Iron ha lavorato in stretta collaborazione con creatori di film di alto profilo ed ai loro titoli, inclusi Gli Incredibili di Disney•Pixar ed il videogame del film su SpongeBob. I precedenti titoli di Heavy Iron includono Scooby-Doo!: Night of 100 Frights e SpongeBob SquarePants: Battle for Bikini Bottom. Entrambi questi titoli furono nominati come "Children's Title of the Year." in due anni consecutivi dalla Academy of Interactive Arts & Sciences. Heavy Iron sta ora lavorando sulle console di ultima generazione in titoli d'azione e di genere platform. Lo studio Heavy Iron si trova a Los Angeles. Nel 2009 gli studi sono stati resi indipendenti.

### Helixe Games
Fondata nel luglio del 2000, Helixe Games si specializza nello sviluppo innovativo di titoli per le console portatili della Nintendo. Lo studio ha prodotto giochi per Nintendo DS e Game Boy Advance, come Gli Incredibili e Cars della Disney•Pixar, o ancora i giochi basati sul franchise di Star Wars e Scooby-Doo, e numerosi titoli basati sui marchi di Nickelodeon. Oggi, Helixe si sta concentrando su giochi di altro profilo sotto licenza per Nintendo DS e Game Boy Advance. Helixe si trova poco fuori Boston.

### Incinerator Studios
Creata da THQ nel 2005, Incinerator Studios fu fondata da veterani dell’industria con esperienze di sviluppo nei marchi NFL GameDay, Twisted Metal, e MLB: The Show della Sony, come anche dal marchio Midnight Club della Rockstar Games. Incinerator ha prodotto Cars della Disney•Pixar per il Nintendo Wii, ed ora sta creando progetti multi-genere per tutte le console di nuova generazione. Gli studios Incinerator si trovano a Carlsbad (California). Gli studios sono stati resi indipendenti nel 2009.

### Juice Games
Fondata nel 2003 e acquistata da THQ nel 2006, Juice Games ha pubblicato Juiced nel giugno 2005, raccogliendo un milione e mezzo di pezzi venduti. Il gioco gli valse il premio come miglior nuovo Studio Europeo 2005 nei Develop Industry Excellence Awards. Juice Games inoltre sviluppa titoli per varie piattaforme portatili e cellulari. Juice Games si trova a Warrington, Regno Unito.

### Kaos Studios
Fondato da THQ nel 2005, Kaos Studios era composto da veterani nell'industria dei videogame del genere first person shooter. Il centro del gruppo aveva avuto ruoli chiave in Desert Combat della Trauma Studios, in Battlefield 1942, e includeva membri del team di ricerca e sviluppo che aveva lavorato a Battlefield 2 per la DICE. Membri aggiuntivi del team formato da cinquanta persone avevano contribuito allo sviluppo di sparatutto come FEAR, Medal of Honor, e Doom 3. Kaos Studios ha base a New York. Lo studio è stato chiuso nel corso del 2011.

### Locomotive Games
Precedentemente Pacific Coast Power & Light, Locomotive Games fu fondata nel 1997 e acquistata nel 1999 da THQ. Locomotive Games ha sviluppato titoli di corse, arcade e azione per PSP e Nintendo Wii, come Cars della Disney•Pixar per PSP. Inizialmente Locomotive collaborò con THQ per titoli come Nuclear Strike e Road Rash per Nintendo 64. Dopo esser diventato uno studio ufficiale THQ, Locomotive sviluppò MX Superfly. Al momento, Locomotive è al lavoro su svariatit titoli sia per PSP che per Wii. Lo studio si trova a Santa Clara (California).

### Mass Media
Il nucleo di Mass Media si riunì nei tardi anni 80 in Cinemaware. Nel 1995, Mass Media divenne uno sviluppatore esclusivo per la Time Warner Interactive. Da allora e sino ad essere acquistata da THQ, Mass Media era uno sviluppatore indipendente. La compagnia ha base a Moorpark (California), e ha lavorato a titoli come Full Spectrum Warrior e Full Spectrum Warrior: Ten Hammers per THQ.

### Paradigm Entertainment
Fondata da veterani dell'industria nel 1997, e acquistata da THQ nel 2006, Paradigm Entertainment ha progetti multipli per le console di ultima generazione, incluso il prossimo gioco di guida Stuntman. Paradigm ha creato una varietà di noti giochi d'azione come Pilot Wings 64, Beetle Adventure Racing, e SpyHunter. Lo studio si trova vicino a Dallas.

### Rainbow Studios
Situata a Phoenix, Rainbow Studios è stata fondata nel 1996 e acquistata da THQ nel 2001. Nel 2006, Rainbow ha sviluppato Cars della Disney•Pixar, un titolo di corse basato sul film, e l'ha pubblicato per tutte le principali piattaforme. Rainbow ha inoltre sviluppato per il franchise "MX", in titoli come MX Unleashed e MX vs. ATV Unleashed, entrambi i quali raccolsero i riconoscimenti di "Greatest Hits" e "Platinum Hits" da Sony e Microsoft. Durante i suoi quindici anni di storia, l'esperienza di Rainbow gli fece guadagnare successo con titoli come Motocross Madness, Motocross Madness 2 (vincitore del titolo come Best Sports Computer Game 2000 agli Academy of Interactive Arts & Sciences), Splashdown, ATV Off-Road Fury, ATV Off-Road Fury 2, e Mat Hoffman Pro BMX 2. Secondo il loro sito, Rainbow Studios sta al momento sviluppando un nuovo gioco di azione/avventura esclusivo per il Wii.

### Relic Entertainment
Situata a Vancouver, Relic Entertainment è stata fondata nel 1997 e acquistata da THQ nel 2004. Relic Entertainment sviluppa giochi RTS, come Company of Heroes, uno dei videogame per PC più quotati del momento. La storia di Relic incomincia con Homeworld, che ha ricevuto numerosi titoli come Game of the Year e Strategy Game of the Year da PC Gamer e Computer Gaming World. Da allora, Relic ha distribuito Homeworld: Cataclysm (co-sviluppato con Barking Dog Studios), Impossible Creatures, Homeworld 2, Warhammer 40.000: Dawn of War, Warhammer 40.000: Dawn of War - Winter Assault, Warhammer 40.000: Dawn of War - Dark Crusade, The Outfit, e Company of Heroes. Relic sta ora lavorando su svariatiti titoli per PC e console, e sta esplorando innovazioni del campo del gioco online.

### THQ Studio Australia
Fondato nel gennaio 2003, THQ Studio Australia ha sviluppato Avatar: The Last Airbender come titolo di lancio per Nintendo Wii e per PlayStation 2, Xbox, e Nintendo GameCube. Lo studio ha inoltre creato titoli di successo sui marchi Nickelodeon, come SpongeBob SquarePants: Lights Camera, PANTS! e Jimmy Neutron: Attack of The Twonkies per PlayStation 2, Xbox e GameCube. Con un forte gruppo tecnologico, lo studio sta costruendo titoli per le console, con progetti di produzione per Nintendo Wii, Xbox 360, e PlayStation 3. THQ Studio Australia si trova a Brisbane, terza città della nazione.

### Vigil Games
Vigil Games è stata fondata nel 2005, e acquistata da THQ nel 2006. I componenti del team hanno partecipato nello sviluppo di titoli come Unreal Tournament, Tom Clancy's Ghost Recon, Dark Age of Camelot, Daxter, Darksiders, The Elder Scrolls III: Morrowind. Vigil Games si trova ad Austin.

### Volition
La Volition è stata acquistata nel 2000 per sviluppare titoli originali per tutte le principali console. La società è stata creata quando Parallax Software (lo sviluppatore della serie Descent) si divise (l'altra metà era costituita dalla ora defunta Outrage Entertainment che sviluppò Descent 3 e Alter Echo). Volition, Inc. sviluppò inoltre la serie di simulazioni spaziali FreeSpace, ed altri titoli come: Red Faction, Red Faction II, Summoner, Il Punitore. Nell'agosto 2006, THQ e Volition hanno pubblicato Saints Row, il primo gioco di nuova generazione al mondo esplorabile per Xbox 360. Assieme a caratteristiche innovative, Saints Row combina una vasta possibilità di personalizzazione dei personaggi e delle auto con la possibilità di giocare in multiplayer sulla rete Xbox Live. Saints Row è stato in cima alle classifiche di vendita subito dopo la sua distribuzione, e ha ricevuto il titolo di Editor's Choice da IGN e GamePro. Volition si trova a Champaign (Illinois).

### Big Huge Games
La Big Huge Games fu fondata nel 2000 e acquisita il 17 gennaio 2008 divenendo una sussidiaria della THQ. Nel 2009 per sopravvivere alla grave crisi che affligge la società gli studio sono stati messi in vendita.

### Sviluppatori/divisioni aggiuntive
- SimBin
- Blitz Games
- Game Workshop
- Gas Powered Games
- Team17
- Slingdot
- ValuSoft
- Rainbow Arts
- THQ Wireless

## Giochi prodotti

### A
- The Adventures of Jimmy Neutron Boy Genius: Jet Fusion
- Alter Echo
- Alex Rider: Stormbreaker
- Aidyn Chronicles: The First Mage
- Avatar - La leggenda di Aang

### B
- Banjo Pilot
- Banjo-Kazooie: Grunty's Revenge
- Barnyard
- Big Mutha Truckers
- Big Mutha Truckers 2
- Blaze and Blade: Eternal Quest
- Bob the Builder: Fix it Fun!
- Bratz Babyz
- Forever Diamondz
- Bratz: Rock Angelz
- Britney's Dance Beat
- Broken Sword: Il segreto dei Templari
- Broken Sword II: La profezia dei Maya
- Broken Sword: Il sonno del drago
- Broken Sword: L'angelo della morte

### C
- Cars - Motori ruggenti
- Company of Heroes
- Conan
- Constantine

### D
- Danny Phantom: The Ultimate Enemy
- Danny Phantom: Urban Jungle
- Darksiders: Wrath of War
- Darksiders II
- Darksiders III
- Destroy All Humans!
- Destroy All Humans! 2
- Disney Princess
- Drake & Josh
- Deadly Creatures

### E/F
- Epic Mickey: Rebrushed
- everGirl
- Evil Dead: Regeneration
- The Fairly OddParents
- Due fantagenitori: Breakin' Da Rules
- The Fairly OddParents: Clash with the Anti-World
- The Fairly OddParents: Enter the Cleft
- The Fairly OddParents: Shadow Showdown
- FreeSpace
- FreeSpace 2
- Frontlines: Fuel of War
- Finding Nemo
- Finding Nemo: Nemo's Underwater World of Fun
- Finding Nemo: The Continuing Adventure

### G/I/J
- Games Explosion
- The Incredibles
- The Incredibles: Rise of the Underminer
- The Incredibles: When Danger Calls
- Jimmy Neutron: Boy Genius
- Jimmy Neutron: Attack of the Twonkies
- Juiced
- Juiced: Eliminator
- Juiced 2: Hot Import Nights

### M
- MX 2002
- MX Superfly
- MX vs. ATV Alive
- MX vs. ATV On the Edge
- MX vs. ATV Unleashed
- MX vs. ATV Untamed
- MX vs. ATV Reflex
- MX Unleashed
- Monster House
- Monster Inc.
- Metro 2033
- MotoGP
- MotoGP 2
- MotoGP 3: Ultimate Racing Technology
- MotoGP 06
- MotoGP 07

### N/O/P
- NHRA Championship Drag Racing
- Nicktoons: Battle for Volcano Island
- Nicktoons Unite!
- The Outfit
- Paws & Claws Pet Resort
- Paws & Claws Pet Vet
- The Polar Express
- Power Rangers: Dino Thunder
- Power Rangers: Ninja Storm
- Power Rangers: Space Patrol Delta
- Power Rangers: Time Force
- Il Punitore

### R/S
- Red Faction
- Red Faction II
- Red Faction: Guerrilla
- Road Rash 64
- Rugrats All Growed Up
- S.T.A.L.K.E.R.: Shadow of Chernobyl
- Sabre Wulf
- Saints Row
- Saints Row 2[3]
- Saints Row: The Third
- Scooby-Doo! and the Cyber Chase
- Scooby-Doo! Mystery Mayhem
- Scooby-Doo! Night of 100 Frights
- Scooby-Doo! Two: Monsters Unleashed
- Scooby-Doo! Unleashed
- Scooby-Doo! Unmasked
- Scooby-Doo! Who's Watching Who?
- Sonic Advance
- Sonic Advance 2
- Sonic Advance 3
- Sonic Battle
- Sonic Pinball Party
- The Sopranos: Road to Respect
- Sphinx e la mummia pasticciona
- Spirit: Cavallo selvaggio
- SpongeBob SquarePants: Battle for Bikini Bottom
- SpongeBob SquarePants: Creature from the Krusty Krab
- SpongeBob SquarePants: Employee of the Month
- SpongeBob SquarePants: Lights, Camera, PANTS!
- The SpongeBob SquarePants Movie
- SpongeBob SquarePants: Revenge of the Flying Dutchman
- SpongeBob SquarePants: Supersponge
- SpongeBob SquarePants: The Yellow Avenger
- Spring Cars Road to Knoxville
- Star Wars: L'attacco dei cloni
- Star Wars: Flight of the Falcon
- Summoner
- Summoner 2
- Supreme Commander

### T/U
- Tak and the Power of Juju
- Tak 2: The Staff of Dreams
- Tak 3: The Great Juju Challenge
- Tetris Elements
- TETRIS Evolution
- Tetris Worlds
- Titan Quest
- Titan Quest: Immortal Throne
- Unfabulous

### W
- Warhammer 40.000: Dawn of War
- Warhammer 40.000: Dawn of War - Winter Assault
- Warhammer 40.000: Dawn of War - Dark Crusade
- Warhammer 40.000: Dawn of War - Soulstorm
- Warhammer 40.000: Space Marine
- Worms: Open Warfare
- WCW Nitro
- WCW/nWo Revenge
- WCW Thunder
- WCW vs. nWo: World Tour
- WCW vs. the World
- WWE All Stars
- WWE Crush Hour
- WWE Day of Reckoning
- WWE Day of Reckoning 2
- WWE Legends of WrestleMania
- WWE RAW
- WWE RAW 2
- WWE SmackDown! Shut Your Mouth
- WWE SmackDown! Here Comes the Pain
- WWE SmackDown! vs. Raw
- WWE SmackDown! vs. RAW 2006
- WWE SmackDown vs. Raw 2007
- WWE SmackDown vs. Raw 2008
- WWE SmackDown vs. Raw 2009[3]
- WWE SmackDown vs. Raw 2010
- WWE SmackDown vs. Raw 2011
- WWE '12
- WWE '13
- WWE WrestleMania X8
- WWE WrestleMania XIX
- WWE WrestleMania 21
- WWF No Mercy
- WWF SmackDown!
- WWF SmackDown 2: Know Your Role
- WWF SmackDown! Just Bring It
- WWF WrestleMania 2000

### Z
- ZanZarah: The Hidden Portal
- Zoey 101
- Zoo Tycoon DS